# Tomáš Hertl
Tomáš Hertl (* 12. listopadu 1993, Praha) je český profesionální hokejista, hrající za klub Vegas Golden Knights v NHL.

## Kariéra

### San Jose Sharks
Tomáš Hertl byl draftován již v prvním kole draftu 2012 jako 17. celkově týmem San Jose Sharks. Dne 3. června 2013 podepsal se Sharks tříletý nováčkovský kontrakt, za který podle informací obdržel jeho bývalý klub HC Slavia Praha odstupné ve výši asi 240 tisíc amerických dolarů. V přípravném kempu San Jose si razantně řekl o místo v základní sestavě, když ve čtyřech přípravných utkáních zaznamenal 4 body za 3 góly a 1 asistenci. Hned při svém debutu v NHL proti týmu Vancouver Canucks přihrál na gól Brentu Burnsovi a byl vyhlášen třetí hvězdou utkání. Jeho premiérová trefa přišla v druhém utkání proti Phoenixu Coyotes, když během osmi minut dvakrát překonal brankáře Mikea Smithe, pomohl tak svému týmu k vítězství 4:1 a byl vyhlášen první hvězdou utkání. Hned v následujícím utkání proti New York Rangers vstřelil čtyři góly a výrazně tak přispěl k vítězství svého týmu 9:2. Podruhé za sebou byl tak vyhlášen první hvězdou zápasu. Čtvrtý gól byl ekvilibristický, prostrčil si hokejku mezi nohama a umístil puk do víka do protipohybu gólmana Martina Birona. Tento gól rozdělil hokejový svět v zámoří, mimo početného zástupu fanoušků a odborníků, kteří jej oslavovali se našlo i několik kritiků (mezi nimi i kanadský komentátor Don Cherry), kteří poukazovali na „nekorektnost“ gólu kvůli údajnému zesměšnění soupeře. Podobný gól vstřelil v NHL i další český hráč Marek Malík 26. listopadu 2005 (ten v závěrečných nájezdech za New York Rangers). Za předváděné výkony byl vyhlášen nejlepším nováčkem měsíce října, ve třinácti zápasech dal totiž osm gólů a přidal tři asistence. Nicméně 19. prosince v zápase proti Los Angeles Kings utrpěl zranění po faulu kolenem od Dustina Browna, což jej vyřadilo na dlouhou dobu ze hry. Hertl tak přišel i o olympijské hry v Soči. V NHL se stal prvním hráčem v historii, který dokázal vstřelit vítěznou branku v oslabení ve druhém prodloužení. Tento rekord zaznamenal v sezoně 2018/2019 a San Jose nakonec porazilo Las Vegas 4:3 v sérii a postoupilo dál.

## Ocenění a úspěchy
- 2010 ČHL-18 - Nejlepší střelec v playoff
- 2010 ČHL-18 - Nejproduktivnější hráč v playoff
- 2012 ČHL - Nejlepší nováček
- 2012 ČHL - Nejproduktivnější junior
- 2012 MSJ - Top tří nejlepších hráčů v týmu
- 2013 ČHL - Nejproduktivnější junior
- 2013 MSJ - Top tří nejlepších hráčů v týmu
- 2014 NHL - Nováček měsíce října 2013
- 2020 NHL - All-Star Game

## Prvenství

### ČHL
- Debut - 20. února 2011 (HC Kometa Brno proti HC Slavia Praha)
- První asistence - 20. září 2011 (BK Mladá Boleslav proti HC Slavia Praha)
- První gól - 20. září 2011 (BK Mladá Boleslav proti HC Slavia Praha, českému brankáři Michalu Valentovi)

### NHL
- Debut - 3. října 2013 (San Jose Sharks proti Vancouver Canucks)
- První asistence - 3. října 2013 (San Jose Sharks proti Vancouver Canucks)
- První gól - 5. října 2013 (San Jose Sharks proti Phoenix Coyotes, kanadskému brankáři Mike Smith)
- První hattrick - 8. října 2013 (San Jose Sharks proti New York Rangers)

## Klubové statistiky
| Sezóna       | Klub                            | Soutěž       |     | Základní část | Základní část | Základní část | Základní část | Základní část |    | Play off | Play off | Play off | Play off | Play off |
| Sezóna       | Klub                            | Soutěž       | Z   | G             | A             | B             | TM            | Z             | G  | A        | B        | TM       |          |          |
| 2007/2008    | HC Slavia Praha (dorost)        | ČHL-18       | 22  | 7             | 6             | 13            | 4             | 5             | 1  | 0        | 1        | 2        |          |          |
| 2008/2009    | HC Slavia Praha (dorost)        | ČHL-18       | 35  | 16            | 15            | 31            | 12            | 8             | 5  | 2        | 7        | 4        |          |          |
| 2009/2010    | HC Slavia Praha (starší dorost) | ČHL-18       | 7   | 13            | 10            | 23            | 8             | 5             | 5  | 6        | 11       | 31       |          |          |
| 2009/2010    | HC Slavia Praha (junioři)       | ČHL-20       | 42  | 12            | 26            | 38            | 12            | 4             | 1  | 0        | 1        | 2        |          |          |
| 2010/2011    | HC Slavia Praha                 | ČHL          | 1   | 0             | 0             | 0             | 0             | —             | —  | —        | —        | —        |          |          |
| 2010/2011    | HC Slavia Praha (starší dorost) | ČHL-18       | 4   | 2             | 6             | 8             | 0             | —             | —  | —        | —        | —        |          |          |
| 2010/2011    | HC Slavia Praha (junioři)       | ČHL-20       | 33  | 14            | 27            | 41            | 49            | 4             | 4  | 2        | 6        | 0        |          |          |
| 2011/2012    | HC Slavia Praha                 | ČHL          | 38  | 12            | 13            | 25            | 22            | —             | —  | —        | —        | —        |          |          |
| 2012/2013    | HC Slavia Praha                 | ČHL          | 43  | 18            | 12            | 30            | 16            | 11            | 3  | 5        | 8        | 0        |          |          |
| 2012/2013    | HC Slovan Ústečtí Lvi           | 1.ČHL        | —   | —             | —             | —             | —             | 3             | 2  | 0        | 2        | 2        |          |          |
| 2013/2014    | San Jose Sharks                 | NHL          | 37  | 15            | 10            | 25            | 4             | 7             | 2  | 3        | 5        | 2        |          |          |
| 2014/2015    | San Jose Sharks                 | NHL          | 82  | 13            | 18            | 31            | 16            | —             | —  | —        | —        | —        |          |          |
| 2014/2015    | Worcester Sharks                | AHL          | 2   | 0             | 2             | 2             | 0             | —             | —  | —        | —        | —        |          |          |
| 2015/2016    | San Jose Sharks                 | NHL          | 81  | 21            | 25            | 46            | 26            | 20            | 6  | 5        | 11       | 4        |          |          |
| 2016/2017    | San Jose Sharks                 | NHL          | 49  | 10            | 12            | 22            | 14            | 6             | 0  | 2        | 2        | 2        |          |          |
| 2017/2018    | San Jose Sharks                 | NHL          | 79  | 22            | 24            | 46            | 41            | 10            | 6  | 3        | 9        | 8        |          |          |
| 2018/2019    | San Jose Sharks                 | NHL          | 77  | 35            | 39            | 74            | 18            | 19            | 10 | 5        | 15       | 4        |          |          |
| 2019/2020    | San Jose Sharks                 | NHL          | 48  | 16            | 20            | 36            | 16            | —             | —  | —        | —        | —        |          |          |
| 2020/2021    | San Jose Sharks                 | NHL          | 50  | 19            | 24            | 43            | 27            | —             | —  | —        | —        | —        |          |          |
| 2021/2022    | San Jose Sharks                 | NHL          | 82  | 30            | 34            | 64            | 6             | —             | —  | —        | —        | —        |          |          |
| 2022/2023    | San Jose Sharks                 | NHL          | 79  | 22            | 41            | 63            | 42            | —             | —  | —        | —        | —        |          |          |
| 2023/2024    | San Jose Sharks                 | NHL          | 48  | 15            | 19            | 34            | 22            | —             | —  | —        | —        | —        |          |          |
| 2023/2024    | Vegas Golden Knights            | NHL          | 6   | 2             | 2             | 4             | 0             | 7             | 1  | 0        | 1        | 2        |          |          |
| 2024/2025    | Vegas Golden Knights            | NHL          | 73  | 32            | 29            | 61            | 20            | 11            | 3  | 2        | 5        | 0        |          |          |
| Celkem v ČHL | Celkem v ČHL                    | Celkem v ČHL | 82  | 30            | 25            | 55            | 38            | 11            | 3  | 5        | 8        | 0        |          |          |
| Celkem v NHL | Celkem v NHL                    | Celkem v NHL | 791 | 252           | 297           | 549           | 276           | 80            | 28 | 20       | 48       | 22       |          |          |

## Reprezentace
Reprezentuje už od roku 2008, ale svojí reprezentační premiéru mezi seniory si odbyl v listopadu 2012, když ho trenér České hokejové reprezentace Alois Hadamczik pozval na turnaj Karjala Cup 2012. V letech 2013 a 2014 se pak zúčastnil Mistrovství světa, kde patřil k oporám týmu. Na mistrovství světa Minsku si také zahrál v první útočné formaci s Jaromírem Jágrem a Vladimírem Sobotkou.
| Rok                       | Tým                       | Soutěž                    | Z  | G | A | B  | TM |
| ------------------------- | ------------------------- | ------------------------- | -- | - | - | -- | -- |
| 2011                      | Česko 18                  | MS-18                     | 6  | 1 | 0 | 1  | 12 |
| 2012                      | Česko 20                  | MSJ                       | 6  | 3 | 2 | 5  | 0  |
| 2013                      | Česko 20                  | MSJ                       | 6  | 2 | 3 | 5  | 10 |
| 2013                      | Česko                     | MS                        | 8  | 0 | 0 | 0  | 0  |
| 2015                      | Česko                     | MS                        | 8  | 1 | 2 | 3  | 2  |
| 2022                      | Česko                     | MS                        | 10 | 1 | 4 | 5  | 12 |
| Juniorská kariéra celkově | Juniorská kariéra celkově | Juniorská kariéra celkově | 18 | 6 | 5 | 11 | 22 |
| Seniorská kariéra celkově | Seniorská kariéra celkově | Seniorská kariéra celkově | 26 | 2 | 6 | 8  | 14 |

## Zdravotní stav Tomáše Hertla
Tomáš Hertl má vleklé zdravotní potíže od doby co jej likvidačním zákrokem trefil ve velké rychlosti koleno na koleno hráč Dustin Brown. Nebezpečný zákrok odnesl v roce 2013 rozsáhlým poraněním kolene a to především vazy na pravém koleni. Po tomto zákroku musel podstoupit operaci a v jeho 20 letech to znamenalo velkou zdravotní komplikaci do budoucna, v té době patřil k největším talentům NHL. Nejen že rekonvalescence byla dlouhá, ale přišel o celý zbytek sezony NHL o Olympijské hry a play-off NHL, Světový pohár a několik Mistrovství světa v ledním hokeji. V koleni se mu často tvořila tekutina, zánět a měl s ním další různé potíže. Podstoupil opětovné zákroky či operace, mimo jiné několikáté vážné obnovení zranění, tedy přetrhání vazů v koleni. Koleno dlouhodobě vykazuje neakceptovatelný stav, kdy při běžných zákrocích a soubojích u mantinelu dochází k obnovení stávajícího zranění, které vyžaduje rehabilitaci, ošetření, zákrok nebo operaci. Dne 30. ledna 2020 si navíc přetrhal vazy v levém koleni a pravděpodobně přijde o zbytek sezony NHL a Mistrovství světa ve Švýcarsku 2020. Jedná se o vážný zdravotní stav z pohledu sportovce, který může výrazným způsobem ovlivnit délku a aktivitu v hokejové kariéře. Tomáš Hertl má nyní obě nohy minimálně o 20 % slabší a náchylnější ke zranění.